# Cryptochironomus vytshegda
Cryptochironomus vytshegda är en tvåvingeart som först beskrevs av Zvereva 1950.  Cryptochironomus vytshegda ingår i släktet Cryptochironomus och familjen fjädermyggor. Inga underarter finns listade i Catalogue of Life.